# Olympische Sommerspiele 1948/Teilnehmer (Österreich)
| Gelbes Symbol für Goldmedaillen mit stilisierten Olympischen Ringen | Graues Symbol für Silbermedaillen mit stilisierten Olympischen Ringen | Braundes Symbol für Bronzemedaillen mit stilisierten Olympischen Ringen |
| ------------------------------------------------------------------- | --------------------------------------------------------------------- | ----------------------------------------------------------------------- |
| 1                                                                   | —                                                                     | 3                                                                       |

Österreich nahm bei den Olympischen Sommerspielen 1948 in London mit einer 147-köpfigen Delegation teil. Unter ihnen waren 114 Athleten, davon 88 Männer und 26 Frauen. Das Team errang vier Medaillen und erlangte damit den 21. Platz in der Nationenwertung.

## Medaillen

### Medaillenspiegel
| Rang   | Sportart       | Gold | Silber | Bronze | Gesamt |
| ------ | -------------- | ---- | ------ | ------ | ------ |
| 1      | Leichtathletik | 1    | —      | 1      | 2      |
| 2      | Kanu           | —    | —      | 1      | 1      |
| 2      | Fechten        | —    | —      | 1      | 1      |
| Gesamt | Gesamt         | 1    | —      | 3      | 4      |

### Medaillengewinner
| Name/n             | Sportart       | Wettkampf       |
| ------------------ | -------------- | --------------- |
| Gold               |                |                 |
| Herma Bauma        | Leichtathletik | Speerwurf       |
| Bronze             |                |                 |
| Ine Schäffer       | Leichtathletik | Kugelstoßen     |
| Fritzi Schwingl    | Kanu           | K1 - 500 m      |
| Ellen Müller-Preis | Fechten        | Florett, Einzel |

## Teilnehmer nach Sportart

### Boxen
| Athleten               | Wettbewerb        | 1. Runde        | 1. Runde | Achtelfinale  | Achtelfinale  | Viertelfinale   | Viertelfinale | Halbfinale    | Halbfinale    | Finale        | Finale        | Rang          |
| Athleten               | Wettbewerb        | Gegner          | Ergebnis | Gegner        | Ergebnis      | Gegner          | Ergebnis      | Gegner        | Ergebnis      | Gegner        | Ergebnis      | Rang          |
| ---------------------- | ----------------- | --------------- | -------- | ------------- | ------------- | --------------- | ------------- | ------------- | ------------- | ------------- | ------------- | ------------- |
| Karl Ameisbichler      | Schwergewicht     | -               | -        | Jack Gardner  | KO2           | ausgeschieden   | ausgeschieden | ausgeschieden | ausgeschieden | ausgeschieden | ausgeschieden | ausgeschieden |
| Robert Gausterer       | Fliegengewicht    | Han Soo-an      | N.       | ausgeschieden | ausgeschieden | ausgeschieden   | ausgeschieden | ausgeschieden | ausgeschieden | ausgeschieden | ausgeschieden | ausgeschieden |
| Eduard Kerschbaumer    | Federgewicht      | -               | -        | Felipe Verdú  | Pt.           | Francisco Núñez | N.            | ausgeschieden | ausgeschieden | ausgeschieden | ausgeschieden | ausgeschieden |
| Hermann Mazurkiewitsch | Bantamgewicht     | Pedro Carrizo   | N.       | ausgeschieden | ausgeschieden | ausgeschieden   | ausgeschieden | ausgeschieden | ausgeschieden | ausgeschieden | ausgeschieden | ausgeschieden |
| Otto Michtits          | Halbschwergewicht | Harry Siljander | N.       | ausgeschieden | ausgeschieden | ausgeschieden   | ausgeschieden | ausgeschieden | ausgeschieden | ausgeschieden | ausgeschieden | ausgeschieden |

### Fechten
| Athleten                                                | Wettbewerb        | Achtelfinale                                                                                  | Achtelfinale | Viertelfinale                                                                                             | Viertelfinale | Halbfinale                                                                                          | Halbfinale    | Finale | Finale        | Rang          |
| Athleten                                                | Wettbewerb        | Gegner                                                                                        | Ergebnis     | Gegner | Ergebnis      | Gegner                                                                                              | Ergebnis      | Gegner | Ergebnis      | Rang          |
| ------------------------------------------------------- | ----------------- | --------------------------------------------------------------------------------------------- | ------------ | --- | ------------- | --------------------------------------------------------------------------------------------------- | ------------- | --- | ------------- | ------------- |
| Herren                                                  |                   |                                                                                               |              | |               | |               | |               |               |
| Hubert Loisel                                           | Säbel, Einzel     | Jean Levavasseur Ahmed Abou-Shadi Jaroslav Starý Ivan Osiier Nils Sjöblom Fidel Luña          | Q            | Jean Levavasseur Tibor Berczelly Dean Cetrulo Frans Mosman Ahmed Abou-Shadi Jorge Sarria Jorge Cermesoni  | Q             | Jacques Lefèvre Aladár Gerevich Gastone Darè Antonio Haro Tibor Berczelly Antoni Sobik Dean Cetrulo | DNQ           | ausgeschieden                                                                                                  | ausgeschieden | ausgeschieden |
| Werner Plattner                                         | Säbel, Einzel     | Eddy Kuijpers Fernando Huergo Aage Leidersdorff Otto Greter Nikolaos Khristogiannopoulos      | DNQ          | ausgeschieden                                                                                             | ausgeschieden | ausgeschieden                                                                                       | ausgeschieden | ausgeschieden                                                                                                  | ausgeschieden | ausgeschieden |
| Heinz Putzl                                             | Säbel, Einzel     | Alois Sokol Juan Paladino Ivan Ruben Andrés Neubauer Merih Sezen Ioannis Karamazakis          | Q            | Gastone Darè Jacques Lefèvre George Worth Antoni Sobik Willem van den Berg Fernando Huergo Etienne Molnar | DNQ           | ausgeschieden                                                                                       | ausgeschieden | ausgeschieden                                                                                                  | ausgeschieden | ausgeschieden |
| Heinz Lechner Hubert Loisel Werner Plattner Heinz Putzl | Säbel, Mannschaft | Frankreich Schweiz                                                                            | Q            | Frankreich Polen                                                                                          | DNQ           | ausgeschieden                                                                                       | ausgeschieden | ausgeschieden                                                                                                  | ausgeschieden | ausgeschieden |
| Damen                                                   |                   |                                                                                               |              | |               | |               | |               |               |
| Ellen Müller-Preis                                      | Florett, Einzel   | Mary Glen-Haig Irma de Antequeda Helena Dow Hedwig Rieder Adèle Christiaens Emma Ruíz         | Q            | Margit Elek Irene Camber-Corno Grete Olsen Françoise Gouny Helena Dow                                     | Q             | Maria Cerra Velleda Cesari Margit Elek Jenny Addams Gytte Minton                                    | Q             | Ilona Elek-Schacherer Karen Lachmann Maria Cerra Fritzi Wenisch-Filz Margit Elek Velleda Cesari Mary Glen-Haig | 5:2           | Bronze        |
| Fritzi Wenisch-Filz                                     | Florett, Einzel   | Karen Lachmann Renée Garilhe Irene Camber-Corno Anja Secrève Nadia Boudesoque Emilie Schwindt | Q            | Mary Glen-Haig Ilona Elek-Schacherer Renée Garilhe Elena Libera Kate Mahaut                               | Q             | Ilona Elek-Schacherer Karen Lachmann Mary Glen-Haig Irene Camber-Corno Éva Kun                      | Q             | Ilona Elek-Schacherer Karen Lachmann Ellen Müller-Preis Maria Cerra Margit Elek Velleda Cesari Mary Glen-Haig  | 4:3           | 5             |
| Gabriele Zeilinger                                      | Florett, Einzel   | Françoise Gouny Kate Mahaut Velleda Cesari Enriqueta Mayora Betty Hamilton                    | Q            | Maria Cerra Gytte Minton Jenny Addams Irma de Antequeda Louisette Malherbaud                              | DNQ           | ausgeschieden                                                                                       | ausgeschieden | ausgeschieden                                                                                                  | ausgeschieden | ausgeschieden |

### Fußball
| Athleten |                |
| Josef Epp Erich Habitzl Wilhelm Hahnemann Ernst Happel Siegfried Joksch Alfred Körner Karl Kowanz Ernst Melchior Leopold Mikolasch Ernst Ocwirk Franz Pelikan |                |
| Vorrunde | -              |
| Achtelfinale | Schweden (0:3) |
| Viertelfinale | ausgeschieden  |
| Halbfinale | ausgeschieden  |
| Finale | ausgeschieden  |
| Spiel um Bronze | ausgeschieden  |
| Rang | 9              |

### Gewichtheben
| Athleten      | Wettbewerb          | Drücken  | Reißen   | Stoßen | Gesamtgewicht | Rang |
| ------------- | ------------------- | -------- | -------- | ------ | ------------- | ---- |
| Franz Eibler  | Schwergewicht       | 102,5 kg | 100 kg   | 125 kg | 327,5 kg      | 14   |
| Fritz Haller  | Leichtschwergewicht | 100 kg   | 107,5 kg | 135 kg | 342,6 kg      | 14   |
| Wilhelm Pankl | Leichtschwergewicht | 95 kg    | 107,5 kg | 145 kg | 347,5 kg      | 13   |
| Anton Richter | Federgewicht        | 80 kg    | 92,5 kg  | 120 kg | 292,5 kg      | 11   |
| Klement Schuh | Mittelgewicht       | 100 kg   | 95 kg    | 125 kg | 320 kg        | 16   |
| Josef Vojtech | Bantamgewicht       | 80 kg    | 75 kg    | 100 kg | 255 kg        | 17   |

### Hockey
| Athleten |                                              |
| Adam Bischof Karl Brandl Karl Holzapfel Johann Koller Franz Lovato Walter Niederle Oskar Nowak Karl Ördögh Franz Raule Friedrich Rückert Ernst Schala Franz Strachota |                                              |
| Gruppenphase | Indien (0:8) Spanien (1:1) Argentinien (1:1) |
| Halbfinale | ausgeschieden                                |
| Finale | ausgeschieden                                |
| Spiel um Bronze | ausgeschieden                                |
| Rang | 5                                            |

### Kanu
| Athleten                      | Wettbewerb   | Vorlauf    | Vorlauf | Finale        | Finale        | Rang          |
| Athleten                      | Wettbewerb   | Zeit       | Rang    | Zeit          | Rang          | Rang          |
| ----------------------------- | ------------ | ---------- | ------- | ------------- | ------------- | ------------- |
| Herren                        |              |            |         |               |               |               |
| Paul Felinger Herbert Klepp   | K-2 1000 m   | k. A.      | 5       | ausgeschieden | ausgeschieden | ausgeschieden |
| Herbert Klepp                 | K-1 10.000 m | -          | -       | 55:11,7 min   | 10            | 10            |
| Karl Molnar Viktor Salmhofer  | C-2 1000 m   | -          | -       | 5:37,3 min    | 5             | 5             |
| Karl Molnar Viktor Salmhofer  | C-2 10.000 m | -          | -       | 58:49,3 min   | 4             | 4             |
| Walter Piemann Alfred Umgeher | K-2 10.000 m | -          | -       | 48:24,5 min   | 9             | 9             |
| Walter Piemann                | K-1 1000 m   | 4:52,2 min | 3       | 4:50,3 min    | 8             | 8             |
| Damen                         |              |            |         |               |               |               |
| Fritzi Schwingl               | K-1 500 m    | 2:35,7 min | 3       | 2:32,9 min    | 3             | Bronze        |

### Leichtathletik

#### Laufen und Gehen
| Athleten                                                      | Wettbewerb        | Vorlauf | Vorlauf | Halbfinale    | Halbfinale    | Finale        | Finale        |
| Athleten                                                      | Wettbewerb        | Zeit    | Rang    | Zeit          | Rang          | Zeit          | Rang          |
| ------------------------------------------------------------- | ----------------- | ------- | ------- | ------------- | ------------- | ------------- | ------------- |
| Damen                                                         |                   |         |         |               |               |               |               |
| Grete Jenny                                                   | 200 m             | DNS     | DNS     | DNS           | DNS           | DNS           | DNS           |
| Maria Oberbreyer                                              | 100 m             | k. A.   | 4       | ausgeschieden | ausgeschieden | ausgeschieden | ausgeschieden |
| Maria Oberbreyer                                              | 80 m Hürden       | 11,9 s  | 3       | 11,9 s        | 2             | 11,8 s        | 5             |
| Grete Pavlousek                                               | 100 m             | k. A.   | 4       | ausgeschieden | ausgeschieden | ausgeschieden | ausgeschieden |
| Grete Pavlousek                                               | 200 m             | k. A.   | 4       | ausgeschieden | ausgeschieden | ausgeschieden | ausgeschieden |
| Elisabeth Ranftl                                              | 200 m             | DNS     | DNS     | DNS           | DNS           | DNS           | DNS           |
| Elfriede Steurer                                              | 80 m Hürden       | 12,2 s  | 1       | k. A.         | 6             | ausgeschieden | ausgeschieden |
| Grete Jenny Maria Oberbreyer Grete Pavlousek Elfriede Steurer | 4 × 100 m Staffel | 50,0 s  | 2       | -             | -             | 49,2 s        | 6             |

#### Werfen und Springen
| Athleten          | Wettbewerb  | Qualifikation | Qualifikation | Finale        | Finale        |
| Athleten          | Wettbewerb  | Weite/Höhe    | Rang          | Weite/Höhe    | Rang          |
| ----------------- | ----------- | ------------- | ------------- | ------------- | ------------- |
| Herren            |             |               |               |               |               |
| Arnulf Pilhatsch  | Hochsprung  | 1,84 m        | 21            | ausgeschieden | ausgeschieden |
| Hermann Tunner    | Diskuswurf  | 45,92 m       | 10            | 44,43 m       | 11            |
| Felix Würth       | Weitsprung  | 7,08 m        | 3             | 7,000 m       | 8             |
| Felix Würth       | Dreisprung  | 13,920 m      | 10            | ausgeschieden | ausgeschieden |
| Damen             |             |               |               |               |               |
| Herma Bauma       | Speerwurf   | -             | -             | 45,57 m OR    | Gold          |
| Anni Bruk         | Kugelstoßen | k. A.         | 4             | 12,500 m      | 6             |
| Lotte Haidegger   | Diskuswurf  | -             | -             | 38,81 m       | 5             |
| Maria Oberbreyer  | Weitsprung  | 5,350 m       | 4             | 5,240 m       | 9             |
| Ine Schäffer      | Kugelstoßen | k. A.         | 4             | 13,080 m      | Bronze        |
| Gerda Schilling   | Speerwurf   | -             | -             | 38,01 m       | 9             |
| Marianne Schläger | Kugelstoßen | k. A.         | 4             | 11,775 m      | 12            |
| Marianne Schläger | Diskuswurf  | -             | -             | 34,79 m       | 15            |
| Ilse Steinegger   | Hochsprung  | -             | -             | 1,58 m        | 7             |
| Ilse Steinegger   | Weitsprung  | 5,300 m       | 5             | 5,195 m       | 10            |
| Frieda Tiltsch    | Diskuswurf  | -             | -             | 37,19 m       | 9             |

### Radsport

#### Bahn
| Athleten                                                          | Wettbewerb                   | Rang |
| ----------------------------------------------------------------- | ---------------------------- | ---- |
| Walter Freitag                                                    | 1000 m Zeitfahren            | 8    |
| Erich Welt                                                        | Sprint                       | 9    |
| Erich Welt/Kurt Nemetz                                            | Tandem                       | 9    |
| Walter Freitag Johann Goldschmid Josef Pohnetal Heinrich Schiebel | 4000 m Mannschaftsverfolgung | 9    |

#### Straße
| Athleten                                                     | Wettbewerb    | Rang |
| ------------------------------------------------------------ | ------------- | ---- |
| Johann Goldschmid                                            | Straßenrennen | DNF  |
| Siegmund Huber                                               | Straßenrennen | DNF  |
| Josef Pohnetal                                               | Straßenrennen | DNF  |
| Rudi Valenta                                                 | Straßenrennen | 14   |
| Johann Goldschmid Siegmund Huber Josef Pohnetal Rudi Valenta | Mannschaft    | DNF  |

### Reiten

#### Dressur
| Athleten                 | Wettbewerb | Punkte | Rang |
| ------------------------ | ---------- | ------ | ---- |
| Alois Podhajsky mit Teja | Einzel     | 437,5  | 7    |

#### Vielseitigkeitsreiten
| Athleten       | Wettbewerb | Minuspunkte Dressur | Minuspunkte Gelände | Minuspunkte Springen | Minuspunkte Gesamt | Rang |
| -------------- | ---------- | ------------------- | ------------------- | -------------------- | ------------------ | ---- |
| Heinrich Sauer | Einzel     | 144,00              | DNF                 | DNF                  | DNF                | DNF  |

### Ringen
| Athleten           | Wettbewerb        | 1. Runde        | 1. Runde | 2. Runde               | 2. Runde | 3. Runde       | 3. Runde      | 4. Runde      | 4. Runde      | 5. Runde      | 5. Runde      | 6. Runde      | 6. Runde      | 7. Runde      | 7. Runde      | Rang |
| Athleten           | Wettbewerb        | Gegner          | Ergebnis | Gegner                 | Ergebnis | Gegner         | Ergebnis      | Gegner        | Ergebnis      | Gegner        | Ergebnis      | Gegner        | Ergebnis      | Gegner        | Ergebnis      | Rang |
| ------------------ | ----------------- | --------------- | -------- | ---------------------- | -------- | -------------- | ------------- | ------------- | ------------- | ------------- | ------------- | ------------- | ------------- | ------------- | ------------- | ---- |
| Griechisch-Römisch |                   |                 |          |                        |          |                |               |               |               |               |               |               |               |               |               |      |
| Kurt Elias         | Bantamgewicht     | Reidar Merli    | V        | Elvidio Flamini        | S        | Mahmoud Hassan | V             | ausgeschieden | ausgeschieden | ausgeschieden | ausgeschieden | ausgeschieden | ausgeschieden | ausgeschieden | ausgeschieden | 10   |
| Peter Enzinger     | Halbschwergewicht | Albin Dannacher | S        | Erling Stuer Lauridsen | V        | Kelpo Gröndahl | V             | ausgeschieden | ausgeschieden | ausgeschieden | ausgeschieden | ausgeschieden | ausgeschieden | ausgeschieden | ausgeschieden | 7    |
| Josef Schmidt      | Weltergewicht     | Andy Wilson     | S        | Miklós Szilvási        | V        | Nic Felgen     | S             | Henrik Hansen | V             | ausgeschieden | ausgeschieden | ausgeschieden | ausgeschieden | ausgeschieden | ausgeschieden | 4    |
| Anton Vogel        | Mittelgewicht     | Stan Bissell    | S        | Ercole Gallegati       | V        | Muhlis Tayfur  | V             | ausgeschieden | ausgeschieden | ausgeschieden | ausgeschieden | ausgeschieden | ausgeschieden | ausgeschieden | ausgeschieden | 8    |
| Georg Weidner      | Federgewicht      | Olle Anderberg  | V        | Raymond Strasser       | S        | Safi Taha      | S             | Freilos       | Freilos       | Mehmet Oktav  | V             | ausgeschieden | ausgeschieden | ausgeschieden | ausgeschieden | 4    |
| Freistil           |                   |                 |          |                        |          |                |               |               |               |               |               |               |               |               |               |      |
| Anton Vogel        | Mittelgewicht     | Paul Dätwyler   | V        | Callie Reitz           | V        | ausgeschieden  | ausgeschieden | ausgeschieden | ausgeschieden | ausgeschieden | ausgeschieden | ausgeschieden | ausgeschieden | ausgeschieden | ausgeschieden | 13   |

### Rudern
| Athleten                                                                | Wettbewerb             | Vorlauf | Vorlauf | Hoffnungslauf | Hoffnungslauf | Viertelfinale | Viertelfinale | Halbfinale    | Halbfinale    | Finale        | Finale        | Rang          |
| Athleten                                                                | Wettbewerb             | Zeit    | Rang    | Zeit          | Rang          | Zeit          | Rang          | Zeit          | Rang          | Zeit          | Rang          | Rang          |
| ----------------------------------------------------------------------- | ---------------------- | ------- | ------- | ------------- | ------------- | ------------- | ------------- | ------------- | ------------- | ------------- | ------------- | ------------- |
| Männer                                                                  |                        |         |         |               |               |               |               |               |               |               |               |               |
| Gerhard Watzke Kurt Watzke                                              | Zweier ohne Steuermann | 7:19,3  | 1       | -             | -             |               |               | 8:03,1        | 3             | ausgeschieden | ausgeschieden | 6             |
| Erwin Bittmann Franz Frauneder Theodor Obrietan Karl Riedel Karl Sitter | Vierer mit Steuermann  | 7:02,2  | 1       | -             | -             | 7:35,9        | 2             | ausgeschieden | ausgeschieden | ausgeschieden | ausgeschieden | ausgeschieden |

### Schießen
| Athleten           | Wettbewerb                | Punkte | Rang |
| ------------------ | ------------------------- | ------ | ---- |
| Richard Bohslavsky | Kleinkaliber liegend 50 m | 575    | 58   |
| Andreas Krapf      | Kleinkaliber liegend 50 m | 581    | 50   |
| Ernst Wöll         | Kleinkaliber liegend 50 m | 573    | 60   |

### Schwimmen
| Athleten        | Wettbewerb   | Vorlauf | Vorlauf | Halbfinale    | Halbfinale    | Finale        | Finale        |
| Athleten        | Wettbewerb   | Zeit    | Platz   | Zeit          | Platz         | Zeit          | Platz         |
| --------------- | ------------ | ------- | ------- | ------------- | ------------- | ------------- | ------------- |
| Herren          |              |         |         |               |               |               |               |
| Walter Pavlicek | 200 m Brust  | 2:50,6  | 13      | 2:50,1        | 11            | ausgeschieden | ausgeschieden |
| Fritz Zwazl     | 100 m Rücken | 1:13,5  | 6       | ausgeschieden | ausgeschieden | ausgeschieden | ausgeschieden |

### Segeln
| Athleten                                                     | Wettbewerb | 1. Wettfahrt | 1. Wettfahrt | 2. Wettfahrt | 2. Wettfahrt | 3. Wettfahrt | 3. Wettfahrt | 4. Wettfahrt | 4. Wettfahrt | 5. Wettfahrt | 5. Wettfahrt | 6. Wettfahrt | 6. Wettfahrt | 7. Wettfahrt | 7. Wettfahrt | Punkte | Rang |
| Athleten                                                     | Wettbewerb | Punkte       | Rang         | Punkte       | Rang         | Punkte       | Rang         | Punkte       | Rang         | Punkte       | Rang         | Punkte       | Rang         | Punkte       | Rang         | Punkte | Rang |
| ------------------------------------------------------------ | ---------- | ------------ | ------------ | ------------ | ------------ | ------------ | ------------ | ------------ | ------------ | ------------ | ------------ | ------------ | ------------ | ------------ | ------------ | ------ | ---- |
| Harald von Musil                                             | Firefly    | 122          | 20           | 0            | DNF          | 0            | DNF          | 18           | 168          | 17           | 193          | 19           | 144          | 0            | DNF          | 627    | 21   |
| Georg Obermüller Horst Obermüller Hans Schachinger G. Werner | Star       | 331          | 10           | 15           | 155          | 14           | 185          | 14           | 185          | 15           | 155          | 8            | 428          | 9            | 377          | 1661   | 13   |

### Turnen
| Athleten | Wettbewerb           | Punkte  | Rang |
| --- | -------------------- | ------- | ---- |
| Herren |                      |         |      |
| Karl Bohusch | Einzelmehrkampf      | 214,40  | 36   |
| Karl Bohusch | Boden                | 37,10   | 14   |
| Karl Bohusch | Sprung               | 36,60   | 46   |
| Karl Bohusch | Barren               | 33,80   | 68   |
| Karl Bohusch | Reck                 | 36,70   | 32   |
| Karl Bohusch | Ringe                | 33,90   | 63   |
| Karl Bohusch | Pauschenpferd        | 36,30   | 30   |
| Hans Friedrich | Einzelmehrkampf      | 205,80  | 59   |
| Hans Friedrich | Boden                | 36,50   | 29   |
| Hans Friedrich | Sprung               | 36,80   | 40   |
| Hans Friedrich | Barren               | 36,40   | 35   |
| Hans Friedrich | Reck                 | 31,30   | 77   |
| Hans Friedrich | Ringe                | 31,30   | 89   |
| Hans Friedrich | Pauschenpferd        | 33,50   | 61   |
| Gottfried Hermann | Einzelmehrkampf      | 132,30  | 114  |
| Gottfried Hermann | Boden                | 15,50   | 118  |
| Gottfried Hermann | Sprung               | 18,75   | 115  |
| Gottfried Hermann | Barren               | 32,30   | 76   |
| Gottfried Hermann | Reck                 | 35,10   | 51   |
| Gottfried Hermann | Ringe                | 14,25   | 117  |
| Gottfried Hermann | Pauschenpferd        | 16,40   | 100  |
| Robert Pranz | Einzelmehrkampf      | 164,55  | 99   |
| Robert Pranz | Boden                | 28,75   | 95   |
| Robert Pranz | Sprung               | 21,00   | 112  |
| Robert Pranz | Barren               | 24,00   | 107  |
| Robert Pranz | Reck                 | 29,40   | 87   |
| Robert Pranz | Ringe                | 29,80   | 98   |
| Robert Pranz | Pauschenpferd        | 31,60   | 74   |
| Hans Sauter | Einzelmehrkampf      | 203,10  | 66   |
| Hans Sauter | Boden                | 33,75   | 70   |
| Hans Sauter | Sprung               | 32,90   | 88   |
| Hans Sauter | Barren               | 34,25   | 63   |
| Hans Sauter | Reck                 | 34,40   | 57   |
| Hans Sauter | Ringe                | 31,80   | 86   |
| Hans Sauter | Pauschenpferd        | 36,00   | 36   |
| Willi Schreyer | Einzelmehrkampf      | 205,40  | 61   |
| Willi Schreyer | Boden                | 36,10   | 38   |
| Willi Schreyer | Sprung               | 33,10   | 87   |
| Willi Schreyer | Barren               | 33,00   | 74   |
| Willi Schreyer | Reck                 | 36,10   | 41   |
| Willi Schreyer | Ringe                | 32,20   | 83   |
| Willi Schreyer | Pauschenpferd        | 34,90   | 18   |
| Willi Welt | Einzelmehrkampf      | 2,00    | 123  |
| Willi Welt | Barren               | 2,00    | 122  |
| Ernst Wister | Einzelmehrkampf      | 218,90  | 28   |
| Ernst Wister | Boden                | 37,20   | 10   |
| Ernst Wister | Sprung               | 37,70   | 18   |
| Ernst Wister | Barren               | 36,10   | 37   |
| Ernst Wister | Reck                 | 35,80   | 45   |
| Ernst Wister | Ringe                | 35,70   | 44   |
| Ernst Wister | Pauschenpferd        | 36,40   | 26   |
| Karl Bohusch Hans Friedrich Gottfried Hermann Hans Sauter Willi Schreyer Willi Welt Ernst Wister                                              | Mannschaftsmehrkampf | 1212,50 | 9    |
| Damen |                      |         |      |
| Erika Enzenhofer Gerti Fesl Trude Gollner-Kolar Gertrude Gries Gretchen Hehenberger Traudl Ruckser Edeltraud Schramm Gertrude Winnige-Barosch | Mannschaftsmehrkampf | 404,45  | 6    |

### Wasserspringen
| Athleten        | Wettbewerb        | Punkte | Rang |
| --------------- | ----------------- | ------ | ---- |
| Herren          |                   |        |      |
| Wilhelm Lippa   | 3 m Kunstspringen | 103,18 | 19   |
| Wilhelm Lippa   | 10 m Turmspringen | 89,04  | 17   |
| Franz Worisch   | 3 m Kunstspringen | 112,15 | 12   |
| Franz Worisch   | 10 m Turmspringen | 90,05  | 15   |
| Damen           |                   |        |      |
| Gudrun Grömer   | 3 m Kunstspringen | 93,30  | 5    |
| Gudrun Grömer   | 10 m Turmspringen | DNF    | DNF  |
| Alma Staudinger | 3 m Kunstspringen | 64,59  | 11   |
| Alma Staudinger | 10 m Turmspringen | 86,93  | 4    |